# Sky (Fahrgeschäfte)

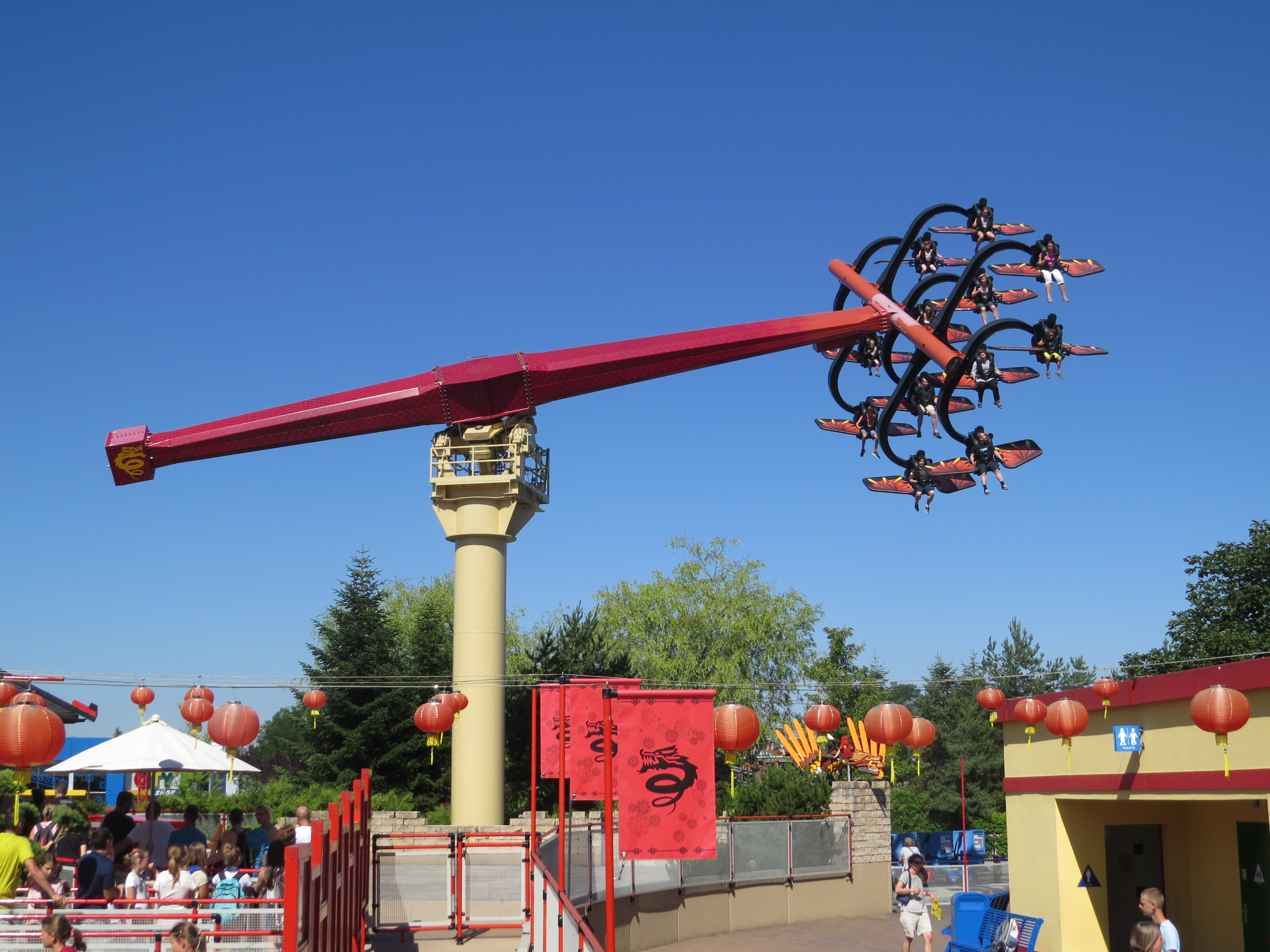
Flying Ninjago im Legoland Deutschland

Die Fahrgeschäfte der Sky-Reihe sind Vergnügungseinrichtungen in der Art eines Karussells des Unternehmens Gerstlauer Amusement Rides. Der Fahrgast kann in Fahrgeschäften dieser Baureihe durch Betätigen von Steuerflügeln neben den Schalensitzen selbst bestimmen, ob und wann er sich seitlich überschlagen will. Gesichert wird der Fahrgast mit einem Schulterbügel.

## Sky Roller

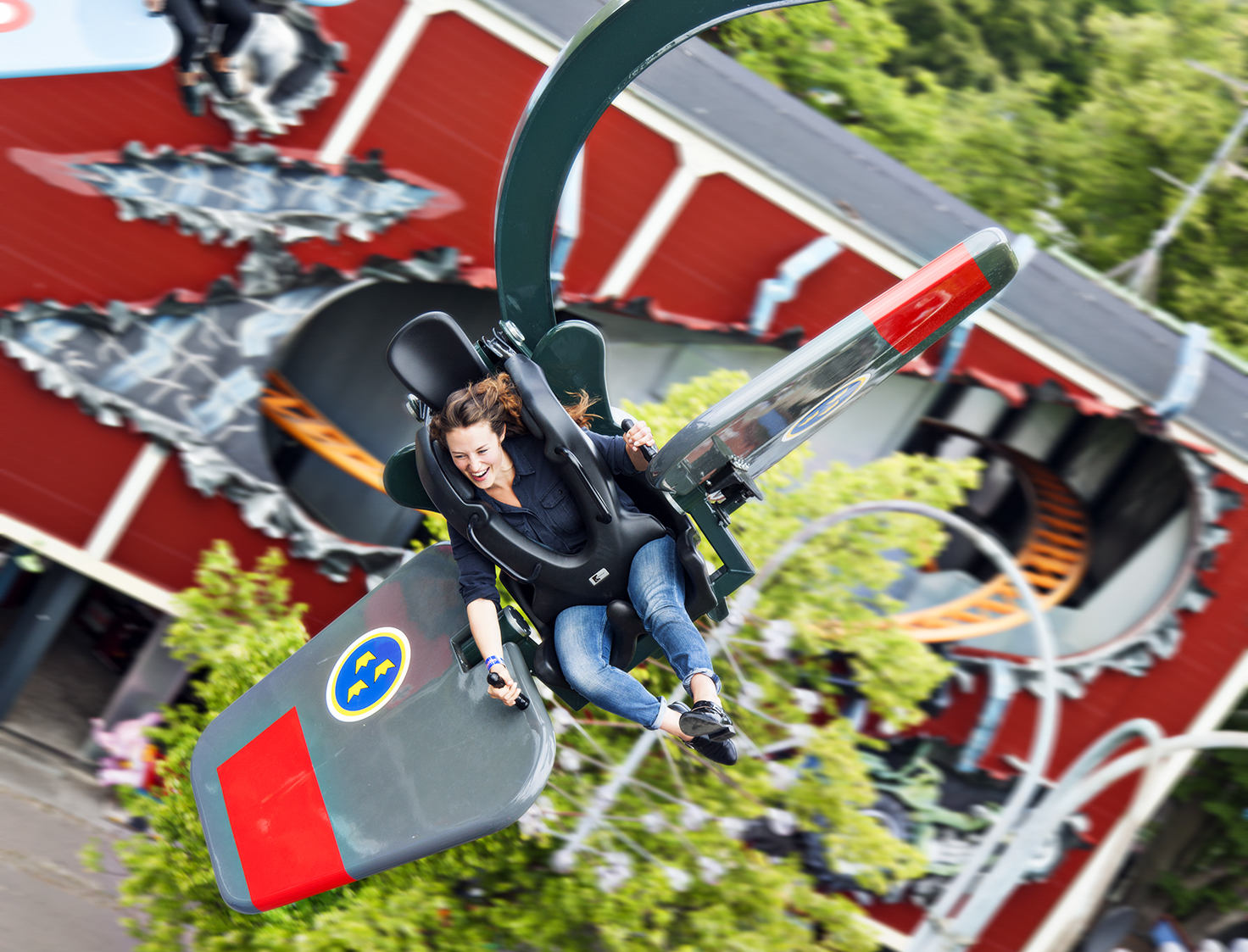
Sky Roller im Bakken

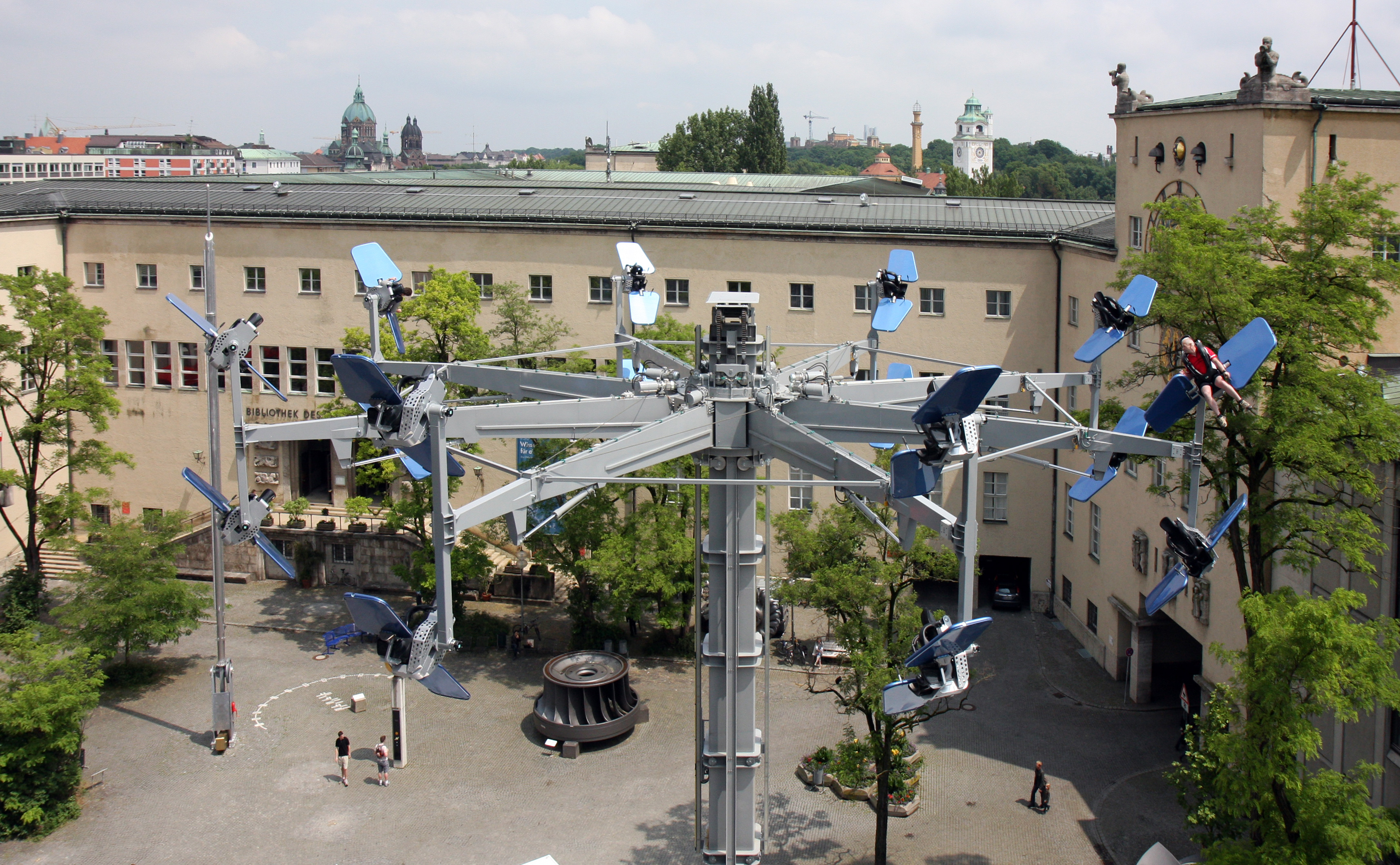
Der Prototyp im Innenhof des Deutschen Museums in München

Der Sky Roller ist das ursprüngliche Modell der Baureihe. Hierbei sind die Sitzgondeln im ausgefahrenen Zustand in zwei Ebenen übereinander im Kreis angeordnet.
Der Prototyp wurde ab dem 7. Juni 2008 im Innenhof des Deutschen Museums in München der Öffentlichkeit präsentiert und befindet sich seit 2009 unter dem Namen Götterflug im Freizeitpark Belantis in der Nähe von Leipzig.

### Auslieferungen
| Name       | Park                | Land        | Eröffnung |
| ---------- | ------------------- | ----------- | --------- |
| AeroSpin   | Liseberg            | Schweden    | 2016      |
| Götterflug | Belantis            | Deutschland | 2009      |
| Skyhawk    | Canada’s Wonderland | Kanada      | 2016      |
| SkyRoller  | Bakken              | Dänemark    | 2014      |
| Tentekomai | Fuji-Q Highland     | Japan       | 2016      |

### Technische Daten
|                                  | Sky Roller 16          | Sky Roller 24          | Prototyp (Götterflug) | Sky Roller (Bakken) |
| -------------------------------- | ---------------------- | ---------------------- | --------------------- | ------------------- |
| Durchmesser (Gondeln am Boden)   | 20,3 m                 | 20,3 m                 | 22,6 m                | 20,3 m              |
| Durchmesser (Gondeln ausgelenkt) | 22,0 m bzw. 22,5 m     | 22,0 m bzw. 22,5 m     | 22,5 m                | 21,2 m              |
| Maximale Höhe                    | 18,0 m; 24,5 m; 35,5 m | 18,0 m; 24,5 m; 35,5 m | 22,5 m                | 18,0 m              |
| Drehzahl                         | 11/min                 | 11/min                 | 12/min                | 11/min              |
| Anschlusswert                    | 100 kW oder 130 kW     | 100 kW oder 130 kW     | 100 kW                | 120 kW              |
| Fahrgäste (pro Fahrt)            | 16 Einzelsitze         | 24 Einzelsitze         | 16 Einzelsitze        | 16 Einzelsitze      |
| Theoretische Kapazität           | 320–720 Pers./h        | 320–720 Pers./h        | k. A.                 | k. A.               |

## Sky Fly

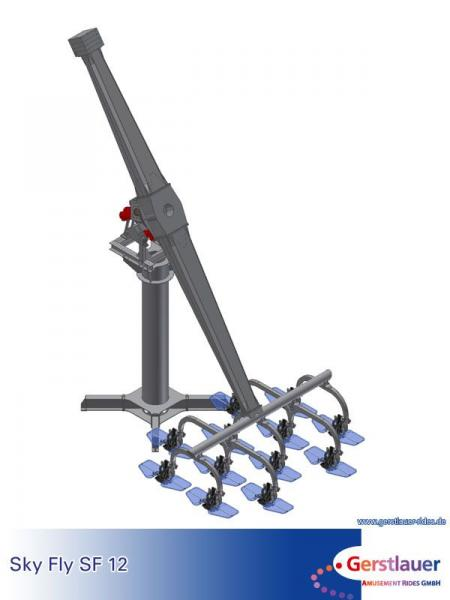
Konzeptbild von Gerstlauer

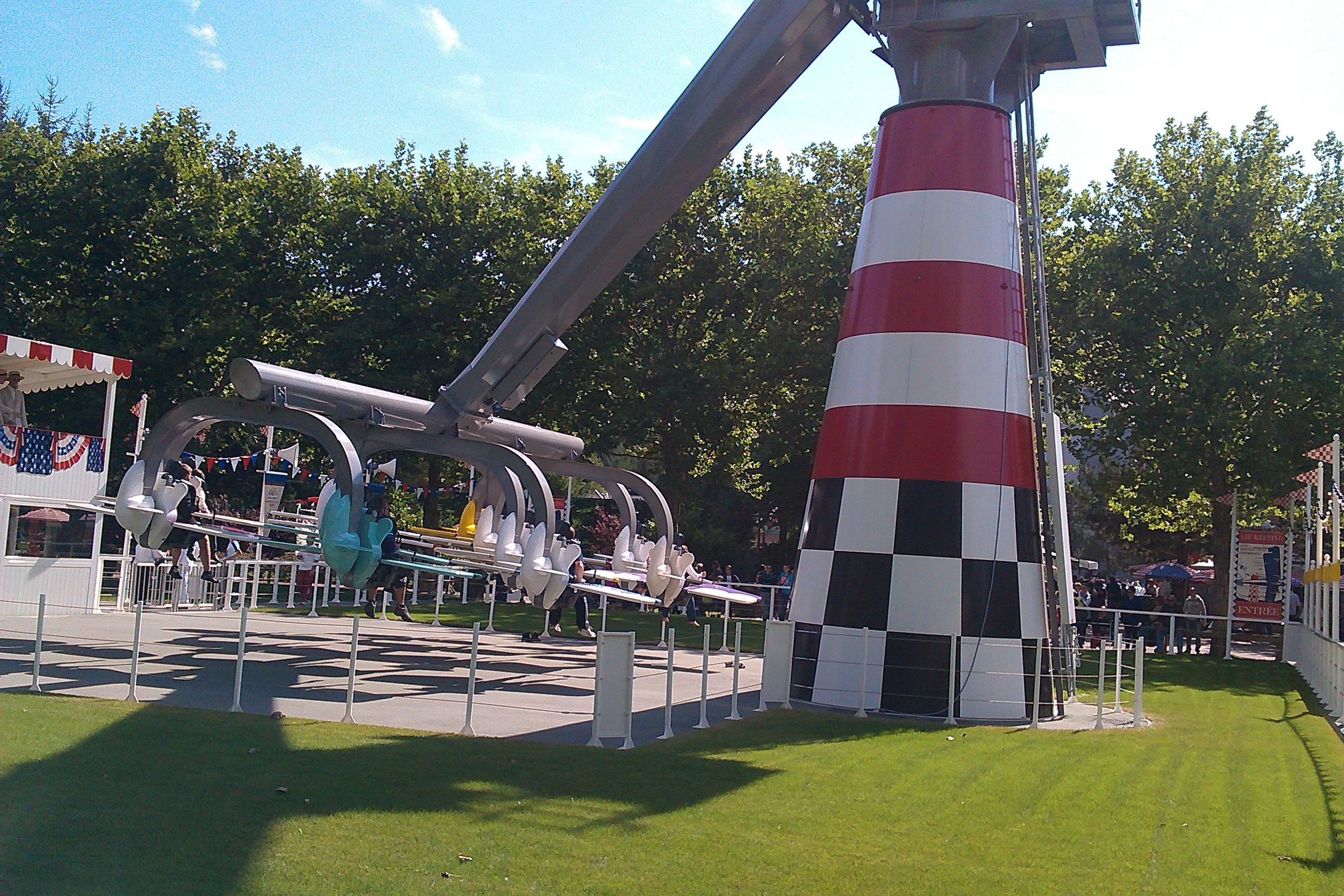
Sky Fly Air Meeting im Nigloland

Das Modell Sky Fly ist eine Weiterentwicklung auf Basis des Sky Roller. Hierbei sind die Fahrgäste nebeneinander in mehreren versetzten Reihen am Ende eines Arms angeordnet.

### Auslieferungen
| Name                                     | Park                                  | Land                         | Eröffnung     | Bemerkung    |
| ---------------------------------------- | ------------------------------------- | ---------------------------- | ------------- | ------------ |
| Air Meeting                              | Nigloland                             | Frankreich                   | 2012          |              |
| Air Racers                               | Suzuka Circuit Park                   | Taiwan                       | 2015          |              |
| Duell der Adler                          | Bayern-Park                           | Deutschland                  | 2016          |              |
| Fly France                               | Global Village Dubai                  | Vereinigte Arabische Emirate | 2017          |              |
| Flying Macaw                             | Camel Republic                        | Thailand                     | 2014          |              |
| Flying Ninjago                           | Legoland Deutschland                  | Deutschland                  | 2012          |              |
| Gokuraku Pilot                           | Sagamiko Resort                       | Japan                        | 2016          |              |
| Höhenflug                                | Erlebnispark Tripsdrill               | Deutschland                  | 2017          |              |
| Kärnapulten                              | Hansa-Park                            | Deutschland                  | 2017          |              |
| Leonardos Flugmaschine                   | Familypark Neusiedlersee              | Österreich                   | 2015          |              |
| Red Arrows Skyforce                      | Pleasure Beach Blackpool              | Vereinigtes Königreich       | 2015          |              |
| Sky Fly                                  | Plopsaland Deutschland                | Deutschland                  | 2015          |              |
| Sky Fighter                              | The Land of Legends                   | Türkei                       | 2018          |              |
| Tail Spin                                | Dreamworld                            | Australien                   | 2014          |              |
| Teenage Mutant Ninja Turtles Shell Shock | Nickelodeon Universe                  | Vereinigte Staaten           | 2012          |              |
| Wild Wings                               | Duinrell                              | Niederlande                  | 2016          |              |
| Majas Wilde Schwestern                   | Karls Erlebnis-Dorf Rövershagen       | Deutschland                  | 2021          |              |
| Amara Aviators                           | Lost Island Theme Park Waterloo, Iowa | Vereinigte Staaten           | 2022          |              |
| Pixarus                                  | Toverland                             | Niederlande                  | 2023          |              |
| Dragon Racer’s Rally                     | Universal Epic Universe               | Vereinigte Staaten           | 2025 (im Bau) | Doppelanlage |
| Flying Erdbeer Döner                     | Karls Erlebnis-Dorf Elstal            | Deutschland                  | 2025          |              |

### Technische Daten
|                        | Sky Fly SF 12   |
| ---------------------- | --------------- |
| Gondelmaße             | 13,5 m × 9,5 m  |
| Höhe                   | 22,0 m          |
| Flugradius             | 30,0 m          |
| Drehzahl               | 6,5/min         |
| Anschlusswert          | 110 kW          |
| Fahrgäste (pro Fahrt)  | 12 Einzelsitze  |
| Theoretische Kapazität | 240–360 Pers./h |
| Mindestgröße           | 1,3 m           |

## Sky Racer
Der Sky Racer ist die kleinste Variante aus der Attraktionsfamilie. Genauso wie bei den größeren Anlagen können auch hier seitliche Überschläge vollführt werden, jedoch ist das Karussell bereits für kleinere Kinder ab einem Meter Körpergröße geeignet.

### Auslieferungen
| Name         | Park            | Land     | Eröffnung |
| ------------ | --------------- | -------- | --------- |
| Sommerfuglen | Tivoli Friheden | Dänemark | 2017      |

### Technische Daten
|                       | Sky Racer      |
| --------------------- | -------------- |
| Höhe                  | 5,8 m          |
| Durchmesser           | 22,0 m         |
| Flugradius            | 15,0 m         |
| Drehzahl              | 9,5/min        |
| Anschlusswert         | 55 kW          |
| Fahrgäste (pro Fahrt) | 10 Einzelsitze |
| Mindestgröße          | 1,0 m          |

## Auszeichnungen
Der Hersteller Gerstlauer wurde 2009 für das Fahrgeschäft mit dem Neuheitenpreis „FKF-Award 2008“ des Freundeskreis Kirmes und Freizeitparks e.V. ausgezeichnet.